# Steyregg (zámek)
Zámek Steyregg stojí nad centrem města Steyregg v Mühlviertelu, v Horních Rakousích. Zámek byl postaven za Ottokara v 11. nebo 12. století. Přestavba na zámek byla provedena za Jörgerna (také Joerger) na konci 16. století. Dnes je zámek v soukromém vlastnictví a může být pronajímán pro výstavy.

## Historie

### Hrad
Za stavitele hradu Steyregg je pokládán Ottokar ze Štýrska z rodu Traungauerů (vládl 1056-1192), který hrad dal vybudovat v 11. nebo 12. století. Přesné datum nebylo zjištěno. Roku 1147 bylo vloženo pasovské léno, které získal tehdejší držitel Hartwik von Hagenau (†1447), který v témže roce zemřel. Jeho následníkem byl kapitulní probošt Otto von Lengbach než 1235 se stal majitelem Leutold von Wildon (†1249). Roku 1280 koupil hrad Ulrich II. von Kapellen (1250-1301). Sňatkem po 1406 přešel do vlastnictví Lichtenštejnů. Lichtenštejnové hrad i panství rozšířili. Další se dostali kolem roku 1535 pod soudní správu.

### Přestavba na zámek
V roce 1581 koupil hrad Wolfgang Jörger. Přetváří hrad na renesanční zámek, přistavuje zámeckou kapli, zakládá rozsáhlou knihovnu a získává sbírku obrazů. Roku 1594 utekl ze zámku před tureckými nájezdy. Poněvadž Jörger byl protestant, je mu vlastnictví protireformací (1620) odebráno. Baron Helmhard (Helmhart) Jörger (Joerger) (1572-1631) o pět let později dostává zámek zpět. Roku 1638 získal zámek David Ungnad z Weissenwolffu, zeť Helmharda a pozdější zemský hejtman v Horních Rakousích. Jeho syn Helmhard Kryštof Ungnad z Weissenwolffu koupil v roce 1679 sousední Luftenberg a obě panství spojil.
Blesky způsobené požáry v letech 1770 a 1779 pustošily zámek i město. Zničená část paláce a západní věž již nebyla obnovena. Po roce 1779 byl dřívější zahradníkův dům nahrazen novým, přistavěným k novému zámek. V roce 1917 vymřela mužská linie Ungnadů a zámek zdědila spřízněná rodina Thurn-Taxisů. Irena Ungnadová, princezna Thurn-Taxisová (1911-1960) si v roce 1940 vzala hraběte Mikuláše (Niklas) ze Salmu (1904-1970). Ve druhé světové válce letecká puma zasáhla zámek a barokní část nového zámku byla zničena. V poválečné době Steyregg sloužil pro nouzový pobyt odsunutých. Roku 1956 následovala nutná obnova zámku.
Roku 1962 přechází zámek na rodinu Salmů a od roku 1966 zůstává zcela prázdný. Později v osmdesátých letech byly provedena renovace zámku. Po revitalizaci v letech 2004–2005 zámek i jeho nádherné prostranství slouží k volné prohlídce.

## Dnešní stavba
Nad městem stojící zámek je charakteristickým symbolem malého města. V důsledku požárů a válečných škod je dnešní zámek zmenšený. Nynější čtyřpatrový palác je jenom jednou třetinou dřívějšího zámku. Objekt je obklopen parkem z 19. století. Dvě studny (kašny?) v parku jsou označeny letopočty 1670 a 1727 a erby rodů Weißenwolffů a Jörgerů.
Původní přístup k zámku byl přímo z města. Zámek byl chráněn příkopem. Velký hospodářský dvůr vznikl po zbourání požárem zničené věže (1779). Fasáda je na jižním a východním průčelí členěna toskánskými pilastry. Nynější hlavní přístup byl někdy propojen s hospodářským dvorem.
Uvnitř je 30 x 20 metrů velký a dvě podlaží vysoký společenský sál, který je toho typu největší v Horních Rakousích. Zámecká kaple je také o výšce dvou podlaží a je zasvěcena svatému Janu Křtiteli. Kaple byla v 17. století barokizována a v roce 1954 byla provedena renovace odkrytých fresek ze 14. století.